# Germaanse Trias
| Systeem | Serie     | Etage         | Ouderdom (Ma) | Lithostratigrafie |
| --- | --------- | ------------- | ------------- | ----------------- |
| Jura | Onder     | Hettangien    | jonger        | Lias              |
| Trias | Boven     | Rhaetien      | 201,3–208,5   | Lias              |
| Trias | Boven     | Rhaetien      | 201,3–208,5   | Keuper            |
| Trias | Boven     | Norien        | 208,5–228     |                   |
| Trias | Boven     | Carnien       | 228–235       |                   |
| Trias | Midden    | Ladinien      | 235–242       |                   |
| Trias | Midden    | Ladinien      | 235–242       | Muschelkalk       |
| Trias | Midden    | Anisien       | 242–247,2     |                   |
| Trias | Midden    | Anisien       | 242–247,2     | Buntsandstein     |
| Trias | Onder     | Olenekien     | 247,2–251,2   |                   |
| Trias | Onder     | Indien        | 251,2–252,2   |                   |
| Perm | Lopingien | Changhsingien | ouder         |                   |
| Perm | Lopingien | Changhsingien | ouder         | Zechstein         |
| Indeling van het Trias volgens de ICS en NW-Europese lithostratigrafische namen. Cursieve ouderdommen zijn slechts indicaties. |           |               |               |                   |

De Germaanse Trias-supergroep (Duits: Germanische Trias Gruppe; Engels: Germanic Trias Group) is een lithostratigrafische supergroep van gesteentelagen die voornamelijk uit de periode Trias komen. De Germaanse Trias komt voor in de ondergrond van heel West- en Midden-Europa ten noorden van de Alpen en bestaat uit drie duidelijk verschillende afzettingen: Buntsandstein, Muschelkalk en Keuper. Deze duidelijke driedeling gaf de periode waarin de Germaanse Trias ontstond zijn naam ("Trias" = driedeling). De namen werden vroeger ook wel gebruikt om  tijdspannes mee aan te duiden, maar tegenwoordig worden ze alleen gebruikt voor de betreffende afzettingen uit Noordwest-Europa.

## Ontstaan
De gesteenten van de Germaanse Trias werden afgezet in het Germaans Bekken, een bekken dat zich tijdens het Trias over het middenwesten van Europa uitstrekte, tot aan de zuidelijke Noordzee en Oostzee. De Muschelkalk heeft een mariene facies, terwijl de Buntsandstein en de Keuper voornamelijk continentaal van aard zijn.

## Stratigrafie
De Germaanse Trias heeft gemiddeld een dikte van ongeveer 800 meter, maar deze dikte verschilt regionaal sterk. In het noorden van Duitsland kan bijvoorbeeld de Buntsandstein in zijn eentje 1400 meter dik zijn. De Germaanse Trias ligt op de Zechstein-groep uit het Perm en onder de Lias of Altena-groep (Jura). 
De ondergrens wordt niet overal op dezelfde manier gedefinieerd: in het noorden van Duitsland wordt ze bijvoorbeeld bij de Calvörde-opeenvolging gelegd, in de Spessart en het Odenwald bij de basis van de Heigenbrücken-Sandstein. Recente dateringen laten zien dat de basis van het Buntsandstein gevormd werd tijdens het Changhsingien, de laatste tijdsnede van het Perm. De top van de Keuper-groep ligt volgens recente dateringen in het vroege Rhaetien, nog duidelijk voor de Trias-Jura-overgang. Daarop volgt een stratigrafisch hiaat. De ouderdom van de Germaanse Trias is daarmee ongeveer van 252 tot 200,5 miljoen jaar, en komt dus niet helemaal overeen met de periode Trias.
Buntsandstein, Muschelkalk en Keuper worden in de Duitse lithostratigrafie als groepen beschouwd. In Nederland wordt de Germaanse Trias-supergroep onderverdeeld in een Onder-Germaanse Trias Groep en een Boven-Germaanse Trias Groep. De Keuper en Muschelkalk hebben voor Nederlandse stratigrafen de status van formatie, terwijl de Buntsandstein in verschillende formaties is opgedeeld.